# Spirolocammininae
Spirolocammininae es una subfamilia de foraminíferos bentónicos de la familia Sigmoilopsidae, de la superfamilia Rzehakinoidea, del suborden Schlumbergerinina y del orden Schlumbergerinida. Su rango cronoestratigráfico abarca desde el Mioceno hasta la actualidad.

## Discusión
Clasificaciones previas incluían Spirolocammininae en el suborden Textulariina, en el orden Textulariida o en el orden Lituolida. También ha sido incluido en el suborden Rzehakinina y en el orden Rzehakinida, aunque estos taxones han sido considerados sinónimos posteriores de Schlumbergerinina y Schlumbergerinida respectivamente. Uno de sus géneros (Ammosigmoilinella) fue incluido previamente en la familia Haurinidae, de la superfamilia Milioloidea, del suborden Miliolina y del orden Miliolida.

## Clasificación
Spirolocammininae incluye a los siguientes géneros:
- Spirolocammina
- Spirosigmoilinella †
- Ammosigmoilinella